# Малютін Яків Йосипович
Малютін Яків Йосипович (справжнє прізвище — Ітін; 4 травня 1886, Лозова, Харківська губернія — 2 листопада 1964, Ленінград) — російський і радянський актор театру і кіно, народний артист РРФСР (1947).

## Біографія
Яків Малютін (справжнє прізвище Ітін) народився 4 травня 1886 року у селищі Лозова у єврейській родині, навчався у Луганську. Прізвище Малютін було взято, як театральний псевдонім.
Навчався в оперному класі Санкт-Петербурзької консерваторії (1907). Для вступу на імператорські театральні курси у 1912 році прийняв православ'я. В 1915 закінчив Санкт-Петербурзьке Імператорське театральне училище (педагог Ю. М. Юр'єв).
З 1911 року був співробітником Олександринського театру (пізніше Ленінградський театр драми ім. Пушкіна), а 1915 року увійшов до трупи театру. Хороші зовнішні дані, музичність, пластичність сприяли успіху Малютіна у романтичних ролях. У той самий час акторові була властива сатирична гострота, і з віком і психологічна глибина розуміння образа.
Помер 2 листопада 1964 року в Ленінграді, похований на Большеохтінському цвинтарі.